# Ярославський (Якутія)
Ярославський (рос. Ярославский) — селище у Ленському улусі Республіки Сахи Російської Федерації.
Населення становить 380 осіб. Орган місцевого самоврядування — Ярославський наслег.

## Географія

### Клімат
| Клімат Ярославського      | Клімат Ярославського | Клімат Ярославського | Клімат Ярославського | Клімат Ярославського | Клімат Ярославського | Клімат Ярославського | Клімат Ярославського | Клімат Ярославського | Клімат Ярославського | Клімат Ярославського | Клімат Ярославського | Клімат Ярославського | Клімат Ярославського |
| Показник                  | Січ.                 | Лют.                 | Бер.                 | Квіт.                | Трав.                | Черв.                | Лип.                 | Серп.                | Вер.                 | Жовт.                | Лист.                | Груд.                | Рік                  |
| Середній максимум, °C     | −9,7                 | −6,1                 | 1,9                  | 11,3                 | 17,7                 | 20,9                 | 24,5                 | 25,2                 | 20,5                 | 13,3                 | 2,4                  | −6,5                 | 9                    |
| Середня температура, °C   | −14,4                | −11,1                | −3,1                 | 5,7                  | 11,7                 | 15,9                 | 20,0                 | 20,8                 | 15,2                 | 7,6                  | −2,6                 | −11,2                | 4                    |
| Середній мінімум, °C      | −19,1                | −16                  | −8,1                 | 0,2                  | 5,8                  | 10,9                 | 15,5                 | 16,4                 | 10,0                 | 2,0                  | −7,6                 | −15,9                | 0                    |
| Норма опадів, мм          | 9                    | 15                   | 18                   | 43                   | 55                   | 91                   | 93                   | 119                  | 104                  | 57                   | 29                   | 15                   | 648                  |
| ------------------------- | -------------------- | -------------------- | -------------------- | -------------------- | -------------------- | -------------------- | -------------------- | -------------------- | -------------------- | -------------------- | -------------------- | -------------------- | -------------------- |
| Джерело: climate-data.org |                      |                      |                      |                      |                      |                      |                      |                      |                      |                      |                      |                      |                      |

## Історія
Згідно із законом від 30 листопада 2004 року органом місцевого самоврядування є Ярославський наслег.

## Населення
| 2002 | 2010 |
| ---- | ---- |
| 457  | ↘380 |